# Chrysobothris fatalis
Chrysobothris fatalis es una especie de escarabajo del género Chrysobothris, familia Buprestidae. Fue descrita científicamente por Harold en 1878.